# Wally Joyner
Wallace Keith Joyner (né le 16 juin 1962 à Atlanta, Géorgie, États-Unis) est un ancien joueur professionnel de baseball.
Il a évolué dans la Ligue majeure de baseball en tant que joueur de premier but de 1986 à 2001.

## Carrière
Joueur des Cougars de l'université Brigham Young, Wally Joyner est réclamé au 3e tour de sélection par les Angels de la Californie lors du repêchage amateur de 1983. 
Il fait ses débuts dans le baseball majeur avec les Angels le 8 avril 1986 et s'illustre dès sa première année. Il est le joueur de premier but de l'équipe de la Ligue américaine au match des étoiles 1986 joué à Houston, devenant le premier joueur recrue voté par le public sur la formation partante. Lors de la pause du match d'étoiles, il participe au concours de coups de circuit, dont il est le co-vainqueur avec Darryl Strawberry des Mets de New York. Joyner est le premier joueur recrue à remporter cette compétition, et le seul jusqu'à ce qu'elle soit remportée par Aaron Judge en 2017. Joyner termine 2e (derrière José Canseco) du vote de fin d'année désignant la recrue de l'année 1986 en Ligue américaine, après avoir frappé 22 coups de circuit, cumulé 100 points produits et maintenu une moyenne au bâton de ,290 à sa première année dans les majeures. Il réussit 5 coups sûrs, dont deux doubles et un circuit, en 11 présences au bâton dans la Série de championnat 1986 que les Angels perdent aux mains des Red Sox de Boston.
Au cours d'un premier séjour chez les Angels qui a eu lieu de 1986 à 1991, Joyner maintient une moyenne au bâton de ,288 avec 114 circuits. Il est deux fois considéré pour le titre de joueur par excellence de la Ligue américaine, prenant le 8e rang du scrutin en 1986 et le 13e rang en 1987. Au cours de l'année 1987, il réussit ses records personnels de 34 circuits, 117 points produits et 100 points marqués. Ses 176 coups sûrs pour les Angels en 1988 représentent son record personnel. 
Devenu agent libre après sa 6e année dans les majeures, Joyner rejoint les Royals de Kansas City, pour qui il évolue de 1992 à 1995. Le 21 décembre 1995, les Royals l'échangent aux Padres de San Diego en retour de Bip Roberts. Il fait partie de l'équipe des Padres championne de la Ligue nationale en 1998 et, après avoir maintenu une moyenne au bâton de ,313 en 6 matchs de Série de championnat contre Atlanta, il est blanchi en 11 passages au bâton en trois parties de Série mondiale 1998, que San Diego perd face aux Yankees de New York.
Le 22 décembre 1999, San Diego échange Wally Joyner, le voltigeur Reggie Sanders et le joueur de deuxième but Quilvio Veras aux Braves d'Atlanta, en retour du deuxième but Bret Boone, du voltigeur et premier but Ryan Klesko, et du lanceur droitier Jason Shiell. Joyner évolue une saison (en 2000) avec les Braves, équipe de sa ville natale, avant de retourner chez les Angels (alors appelés Angels d'Anaheim) pour un dernier tour de piste dans les majeures en 2001.
Wally Joyner a joué 2 033 matchs en 16 saisons dans le baseball majeur. Il compte 2 060 coups sûrs dont 409 doubles et 204 circuits, 1 106 points produits et 973 points marqués. Sa moyenne au bâton en carrière s'élève à ,289 et son OPS à ,802.
En 2005, Joyner admet avoir brièvement utilisé des stéroïdes au printemps 1998. Après une intervention chirurgicale au genou, il observe son coéquipier Ken Caminiti, un utilisateur notoire de stéroïdes, récupérer plus rapidement d'une opération similaire. Joyner approche Caminiti et reçoit des stéroïdes. Mal à l'aise avec sa décision, il jette le produit aux toilettes après avoir pris trois capsules. En 2007, le nom de Joyner apparaît sans surprise dans le rapport Mitchell.

## Carrière d'entraîneur
En 2002, Wally Joyner est assistant du directeur général des Padres de San Diego, Kevin Towers. En 2003, il est instructeur des frappeurs en ligues mineures dans l'organisation des Padres et instructeur spécial lors des camps d'entraînement de 2004 à 2007. Le 31 juillet 2007, Joyner est nommé instructeur des frappeurs des Padres de San Diego en remplacement de Merv Rettenmund. Il démissionne de ce poste en septembre 2008.
En octobre 2012, Joyner est engagé en tant qu'instructeur des frappeurs adjoint à Steve Henderson chez les Phillies de Philadelphie. Le congédiement du gérant des Phillies Charlie Manuel le 16 août 2013 entraîne un remaniement chez les instructeur, et Joyner devient instructeur de premier but jusqu'à la fin de la saison.
De 2014 à 2016, Wally Joyner est instructeur des frappeurs des Tigers de Détroit et choisit de ne pas revenir en poste après trois saisons.